# 肉多多火鍋
肉多多火鍋（英語：Meaty Hot Pot）是台灣樂多多集團旗下的一家連鎖吃到飽火鍋品牌。创立于2016年，2019年進入馬來西亞市場，吉隆坡出現第一家肉多多火鍋，截止2021年，馬來西亞仍只有1家分店，台灣則有32家分店。

## 外部連結
- 肉多多火鍋 （页面存档备份，存于）
- 樂多多  LINE 官方帳號 （页面存档备份，存于）
- 樂多多 APP(Android) （页面存档备份，存于）
- 東森新聞 APP(ios) （页面存档备份，存于）
- 肉多多火鍋-火鍋第一品牌的Facebook專頁
- 肉多多火鍋-火鍋第一品牌的Instagram帳戶
- YouTube上的樂多多集團頻道